# Băița, Maramureș
Băița (în maghiară Láposbánya) este o localitate componentă a orașului Tăuții-Măgherăuș din județul Maramureș, Transilvania, România.

## Istoric
Prima atestare documentară: 1334 (Lapuș). 

## Etimologie
Etimologia numelui localității: din subst. baie „mină” (< lat. *bannea sau magh. bánya) + suf. dim. -iță, art. -ița. 

## Demografie
La recensământul din 2011, populația era de 1.686 locuitori. 

## Personalități locale
- Ion Șiugariu (1914-1945), poet și publicist.

## Monument istoric
- Casa de lemn a poetului Ion Șiugariu (1913-1925).

## Resurse minerale
- Zăcăminte auro-argintifere;
- Minereuri complexe (polimetalice).